# Põlvamaa
Põlvamaa (Estisch ook: Põlva maakond) is een van de vijftien provincies van Estland. Ze ligt in het zuidoosten van het land en grenst aan de provincies Tartumaa, Valgamaa en Võrumaa en in het oosten aan het Peipusmeer. Op 1 januari 2023 telde ze 24.036 inwoners.

## Gemeenten
Twee plaatsen in de provincie, Põlva en Räpina, hebben de status van stad. De provincie is opgedeeld in drie gemeenten:
- Kanepi
- Põlva
- Räpina

## Foto's

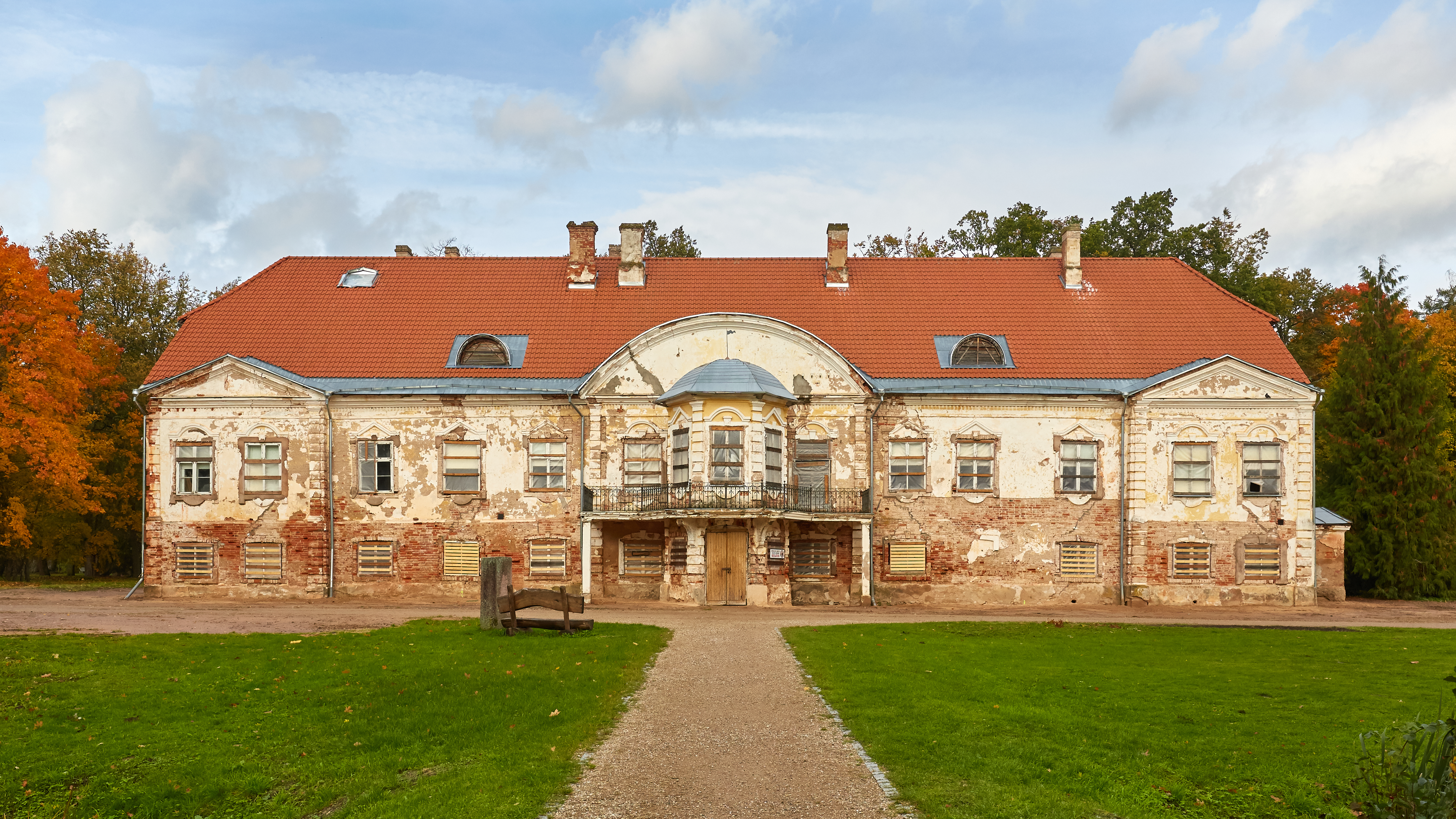
Het landhuis van Ahja
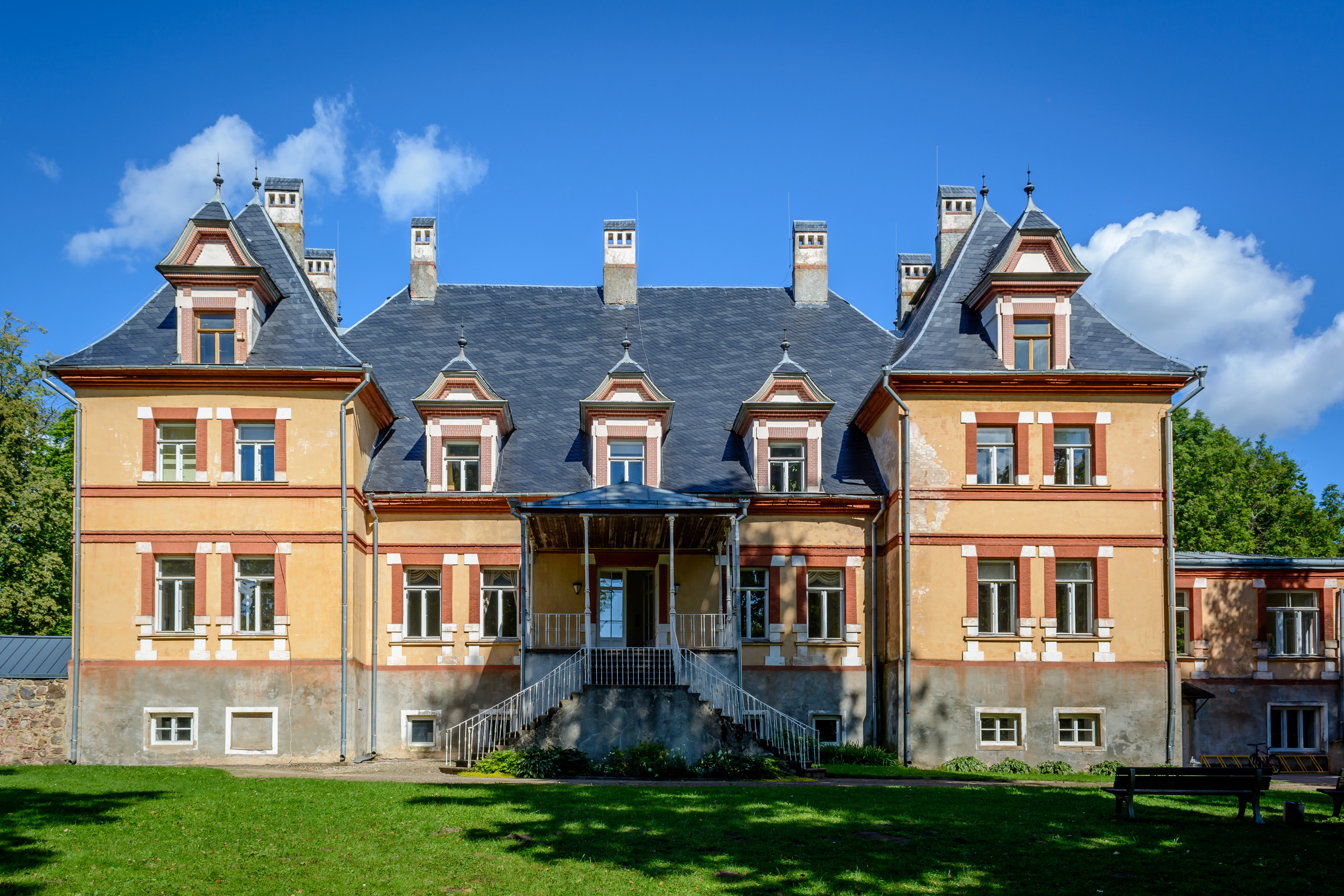
Het landhuis van Mooste
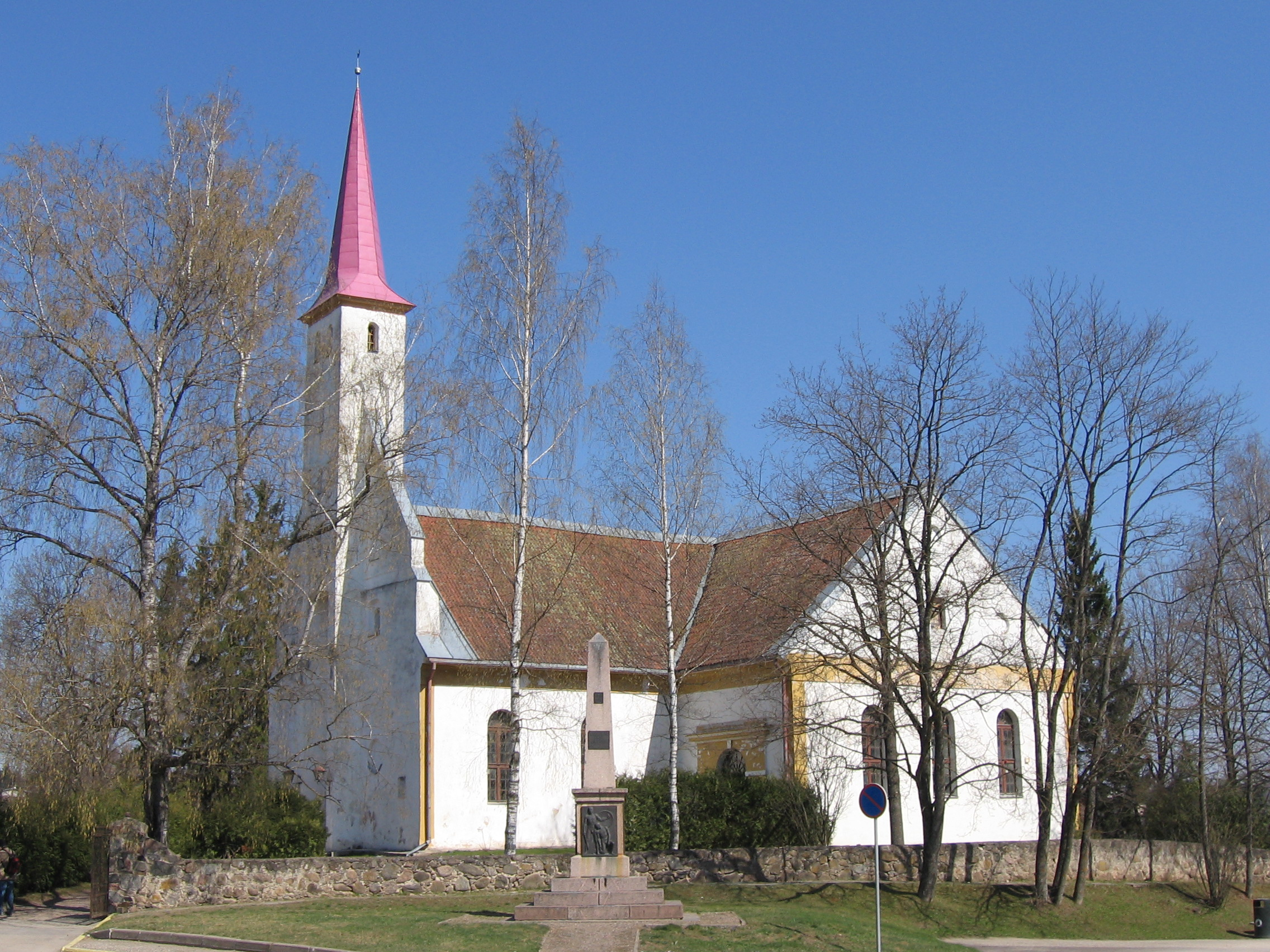
De kerk van Põlva
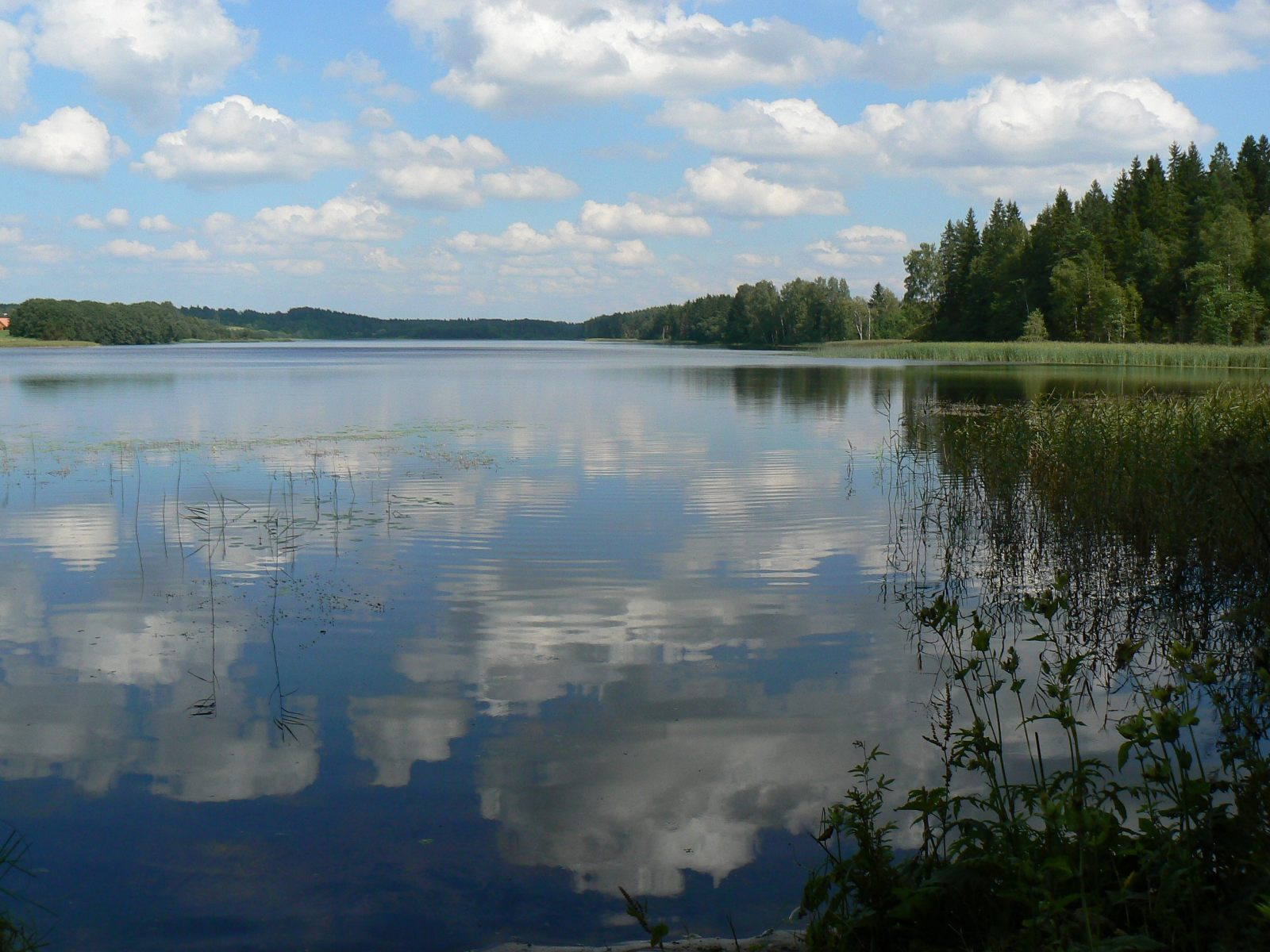
Het meer Jõksi järv

Harjumaa · Hiiumaa · Ida-Virumaa · Järvamaa · Jõgevamaa · Läänemaa · Lääne-Virumaa · Pärnumaa · Põlvamaa · Raplamaa · Saaremaa · Tartumaa · Valgamaa · Viljandimaa · Võrumaa